# Kötélhúzás az 1912. évi nyári olimpiai játékokon
Az 1912. évi nyári olimpiai játékokon kötélhúzásban Stockholm város rendőrsége nyert a londoniak ellen. A két részt vevő csapat miatt bronzérmet nem osztottak ki.

## Éremtáblázat
| Az 1912. évi nyári olimpiai játékok éremtáblázata kötélhúzásban | Az 1912. évi nyári olimpiai játékok éremtáblázata kötélhúzásban | Az 1912. évi nyári olimpiai játékok éremtáblázata kötélhúzásban | Az 1912. évi nyári olimpiai játékok éremtáblázata kötélhúzásban | Az 1912. évi nyári olimpiai játékok éremtáblázata kötélhúzásban | Olimpia  |
| --------------------------------------------------------------- | --------------------------------------------------------------- | --------------------------------------------------------------- | --------------------------------------------------------------- | --------------------------------------------------------------- | -------- |
|                                                                 | Ország                                                          | Arany                                                           | Ezüst                                                           | Bronz                                                           | Összesen |
| 1.                                                              | Svédország (SWE)                                                | 1                                                               | 0                                                               | 0                                                               | 1        |
| 2.                                                              | Nagy-Britannia (GBR)                                            | 0                                                               | 1                                                               | 0                                                               | 1        |
|                                                                 |                                                                 |                                                                 |                                                                 |                                                                 |          |
| Összesen                                                        | Összesen                                                        | 1                                                               | 1                                                               | 0                                                               | 2        |

## Érmesek
| Az 1912. évi nyári olimpiai játékok éremtáblázata kötélhúzásban                                                                                            | Az 1912. évi nyári olimpiai játékok éremtáblázata kötélhúzásban                                                                                    | Az 1912. évi nyári olimpiai játékok éremtáblázata kötélhúzásban |
| --- | --- | --------------------------------------------------------------- |
| Arany | Ezüst | Bronz                                                           |
| Svédország (SWE) | Nagy-Britannia (GBR) | Nem adták ki (csak két csapat indult)                           |
| (Stockholm város rendőrsége)Arvid Andersson Adolf Bergman Johan Edman Erik Algot Fredriksson August Gustafsson Carl Jonsson Erik Larsson Herbert Lindström | (London város rendőrsége)Walter Chaffe Joseph Dowler Frederick Humphreys Mathias Hynes Edwin Mills Alexander Munro John Sewell John James Shepherd |                                                                 |

## Résztvevők
- Nagy-Britannia (GBR) (8)
- Svédország (SWE) (8)